# 박환 (역사가)
박환(朴桓, 1958년 8월 15일~)은 대한민국의 역사학자이다. 2023년 8월까지 수원대학교 인문대학 사학과 교수로 재직했다. 주요 연구분야로 한국 근현대사(독립운동 부분)을 다루었다.

## 생애
경상북도 청도군 출신으로 역사학자이자 국사편찬위원회장을 역임한 박영석의 아들이다. 누나인 박주, 동생인 박단, 박강 등 집안 전체가 역사학자이다. 서강대학교 사학과를 졸업하고 동 대학원에서 석사, 박사학위를 받았다. 1986년부터 수원대학교 사학과 교수로 임용되어 2023년 8월까지 재직했으며, 2004년 한국민족운동사학회 회장에 선출되었다. 만주 지역 독립운동사 연구에서 출발하여 러시아 지역 한민족 운동 관련 연구 및 자료 수집과 국내 특히 경기도 지역의 민족 운동에 관심을 가지고 연구해 왔다.

## 주요 저서
- 《만주한인민족운동사연구》, 일조각, 1991
- 《나철 김교헌 윤세복》, 동아일보사, 1992
- 《러시아한인민족운동사》, 탐구당, 1995
- 《재소한인민족운동사》, 국학자료원, 1998
- 《만주지역 항일독립운동답사기》, 국학자료원, 2001
- 《20세기 한국근현대사 연구와 쟁점》, 국학자료원, 2001
- 《박환의 항일유적과 함께 하는 러시아기행》2, 국학자료원, 2002
- 《박환의 항일유적과 함께 하는 러시아기행》1, 국학자료원, 2002
- 《대륙으로 간 혁명가들》, 국학자료원, 2003
- 《잊혀진 혁명가 정이형》, 국학자료원, 2004
- 《식민지시대 한인아나키즘운동사》, 선인, 2005[3]
- 《경기지역 3.1독립운동사연구》, 선인, 2007
- 《시베리아 한인 민족운동의 대부 최재형》, 역사공간, 2008
- 《박환교수의 러시아 한인 유적 답사기》, 국학자료원, 2008
- 《박환교수의 만주지역 한인유적답사기》, 국학자료원, 2009
- 《김좌진평전》, 선인, 2010
- 《강우규의사평전》, 선인, 2010
- 《민족의 영웅, 시대의 빛 안중근》, 안중근의사기념관, 2013
- 《사진으로 보는 러시아한인의 삶과 기억의 공간》, 민속원, 2013
- 《만주지역 한인민족운동의 재발견》, 국학자료원, 2014
- 《박환교수와 함께 걷다-블라디보스토크》, 아람, 2014
- 《정이형》, 역사공간, 2015
- 《만주벌의 항일영웅 김좌진》, 선인, 2016
- 《사진으로 보는 만주지역 한인의 삶과 기억의 공간》, 민속원, 2016
- 《잊혀진 민족운동가의 새로운 부활》, 선인, 2016
- 《간도의 기억》, 민속원, 2017
- 《근대해양인, 최봉준》, 민속원, 2017
- 《페치카 최재형》, 선인, 2018
- 《중앙아시아 고려인의 삶과 기억과 공간》, 민속원, 2018
- 《한권으로 읽는 경기도의 3.1운동》, 경기문화재단, 2019 (공저)
- 《사진으로 보는 3.1운동 현장과 혁명의 기억과 공간》, 민속원, 2019
- 《블라디보스토크·하바롭스크》, 선인, 2019
- 《한국 전쟁과 국민방위군 사건》, 민속원, 2020
- 《독립군과 무기》, 선인, 2020
- 《독립운동과 대한적십자》, 민속원, 2020
- 《해산 김정묵과 가문의 독립운동》, 선인, 2021 (공저)
- 《신흥무관학교》, 선인, 2021